# Spenser Mountains
Die Spenser Mountains sind ein Gebirgszug im  Norden der Südinsel Neuseelands. Die wichtigsten Gipfel sind Mount Una und Mount Humboldt.  Ein großer Teil des Waldes in dem Gebiet besteht aus Südbuchen mit einem Unterholz aus Farnen und Sträuchern. Der Farn Blechnum discolor ist eine der dominanten Arten der Farne im Unterholz.
In dem Gebirge selbst gibt es keine Siedlungen oder Straßen. Der nordwestliche Teil des Gebirges befindet sich im Nelson Lakes National Park.
Flüsse, die in den Spenser Mountains entspringen, sind der Waiau Toa / Clarence River, Mātakitaki River, Maruia River und Wairau River.